# تنغ سيب داربري (مارغون)
تنغ سیب داربري (بالفارسية: تنگ سیب داربری) هي قرية تقع في إيران في قسم مارغون الريفي.